# Пряшівська православна єпархія
Пряшівська єпархія — єпархія на західному Закарпатті, тепер у східній частині Словаччини з кафедрою в місті Пряшів.

## Історія
Історично територія відносилася до канонічного підпорядкування Мукачівської православної єпархії Київської митрополії. На Ужгородскому соборі 1646 року була переведена до унії. З початку ХХ ст. входила до складу Сербської православної церкви, РПЦ, згодом до УПЦ (МП).
З 1816 року в Пряшеві існувала окрема Греко-католицька єпархія.
У 1929 році після возз'єднанням з Православ'ям частини греко-католиків на Закарпатті була відновлена Мукачівсько-Пряшівська єпархія, що входила в юрисдикцію Сербської православної церкви. До її складу входили парафії Підкарпатської Русі та Східної Словаччини.
У 1945 році у зв'язку з приєднанням Закарпатської України до СРСР Мукачівсько-Ужгородська єпархія за домовленістю із Сербським патріархатом опинилася у складі Українського екзархату Російської православної церкви.
28 квітня 1950 року на Пряшівському соборі, під тиском комуністичної влади, греко-католицька церква у Чехословаччині ліквідована, а паства переведена у Православ'я. Монастирі були ліквідовані, обидва єпископи ув'язнені, духовенство здебільшого вивезене до концентраційних таборів, а все майно релігійних громад було передано Російській православній церкві.
Московський патріарх на території Чехословаччини заснував 4 православні єпархії: Празьку, Оломоуцько-Брненську, Михайлівську (з парохом колишньої Мукачівської адміністратури) та Пряшівську (в історичних її кордонах). 23 листопада 1951 було створено Автокефальну Православну Церкву ЧССР, що її очолив росіянин Єлевферій (Воронцов), призначений Московським патріархом; а потім — митрополит Дорофей (Филип) (з 1964 по 1999 рр.), уродженець Закарпаття.
13 червня 1968 у час Празької весни уряд дозволив відновлення Греко-католицької церкви у ЧРСР. Тоді впродовж року з 246 православних парафій на Пряшівщині до неї повернулося 204 парафії та 69 священиків.

## Ієрархія
Правлячі архієреї:
- Алексій (Дехтерев) (12 лютого 1950 — 19 серпня 1955)
- Дорофей (Филип) (19 серпня 1955 — 25 жовтня 1964)
- Миколай (Коцвар) (28 лютого 1965 — 30 січня 2006)
- Йоан (Голоніч) (7 квітня 2006 — 2 серпня 2012)
- Ростислав (Гонт) (18 листопада 2012 — )

## Устрій
На початку 2000-х років на території Пряшівської єпархії знаходилося 100 храмів та 3 каплиці, об'єднаних у 79 парафій. Парафії розділені на 8 архідеканатів (благочинь). 28 громад, які не мають храмів, здійснюють богослужіння на переносних престолах. Дві громади використовують храми спільно з римо-католиками. Одна громада звершує богослужіння у храмі Євангелічної церкви. Існував 1 чоловічий монастир (на честь Положення ризи Пресвятої Богородиці).
Значна кількість громад не мають приміщення для здійснення богослужінь. Вони приєднані до територіально найближчих до них парафій, які мають храми або переносні престоли.
У складі єпархії існує Комаренський вікаріат.